# دادگاه حقوق بشر اروپا
دادگاه حقوق بشر اروپا در سال ۱۹۵۹ میلادی و به ابتکار شورای اروپا پایه‌گذاری گردید. در ۴ نوامبر سال ۱۹۵۰ میلادی، پیمان حفظ حقوق بشر و آزادی‌های اساسی در شهر رم به امضای کشورهای اروپایی رسید. در مارس سال ۱۹۵۲ و ژانویه ۱۹۶۰ نیز پروتکل‌های الحاقی به آن افزوده شد. طبق این پیمان، دولت‌های عضو متعهد می‌شوند که در حفظ حقوق اساسی ملت‌های خود بکوشند و همچنین عدم شکنجه، کار اجباری و بردگی تضمین شود. برپایه این پیمان، تا زمانی که مدارک قابل قبولی وجود نداشته باشد، متهم بی گناه فرض می‌شود. همچنین آزادی عقیده، مذهب، تجمعات مسالمت‌آمیز، اتحادیه کارگری، حق ازدواج و تشکیل خانواده و در ضمن منع هرگونه تبعیض، از اصول این پیمان است. بر پایه پروتکل‌های الحاقی، احترام به حق مالکیت، حق آموزش و حق انتخابات آزاد نیز به رسمیت شمرده می‌شود.
با این حال طبق ماده پانزدهم این پیمان، دولت‌های عضو اجازه می‌یابند تا در زمان جنگ یا خطرات عمومی دیگر، بخش‌هایی از این پیمان را به حالت تعلیق درآورند. با این وجود برخی موارد به هیچ وجه قابل لغو نیست، از جمله کشتن افراد به استثنای موارد مجاز در جنگ، شکنجه، بردگی و رفتارهای غیرانسانی.

## توسعه
به تدریج پروتکل‌های الحاقی گوناگونی به این پیمان افزوده شد و دامنه آزادی‌ها را افزایش داد. با فروپاشی شوروی و یوگسلاوی و عضویت کشورهای جدید در این پیمان، حجم دعاوی به‌طور بی‌سابقه‌ای افزایش یافت و ساختار قبلی دادگاه حقوق بشر اروپا جوابگوی نیازها نبود. از این رو پروتکل الحاقی شماره یازده به امضا رسید که بر مبنای آن در نحوه رسیدگی و نیز ساختار دادگاه تغییرات بنیادی به عمل آمد. با اجرایی شدن پروتکل شماره یازده در سال ۱۹۹۸، دادگاه به صورت تمام وقت درآمده و دارای شعبه‌های متعددی شد.

## دیوان دادگستری اروپا
در اروپا دادگاه دیگری نیز بنیان‌گذاری شده‌است که دیوان دادگستری اروپا نام دارد و نقش آن رسیدگی به اختلاف کشورهای عضو در زمینه تفسیر و اجرای قوانین اتحادیه اروپا بوده و نباید آن را با دادگاه حقوق بشر اروپا اشتباه گرفت.

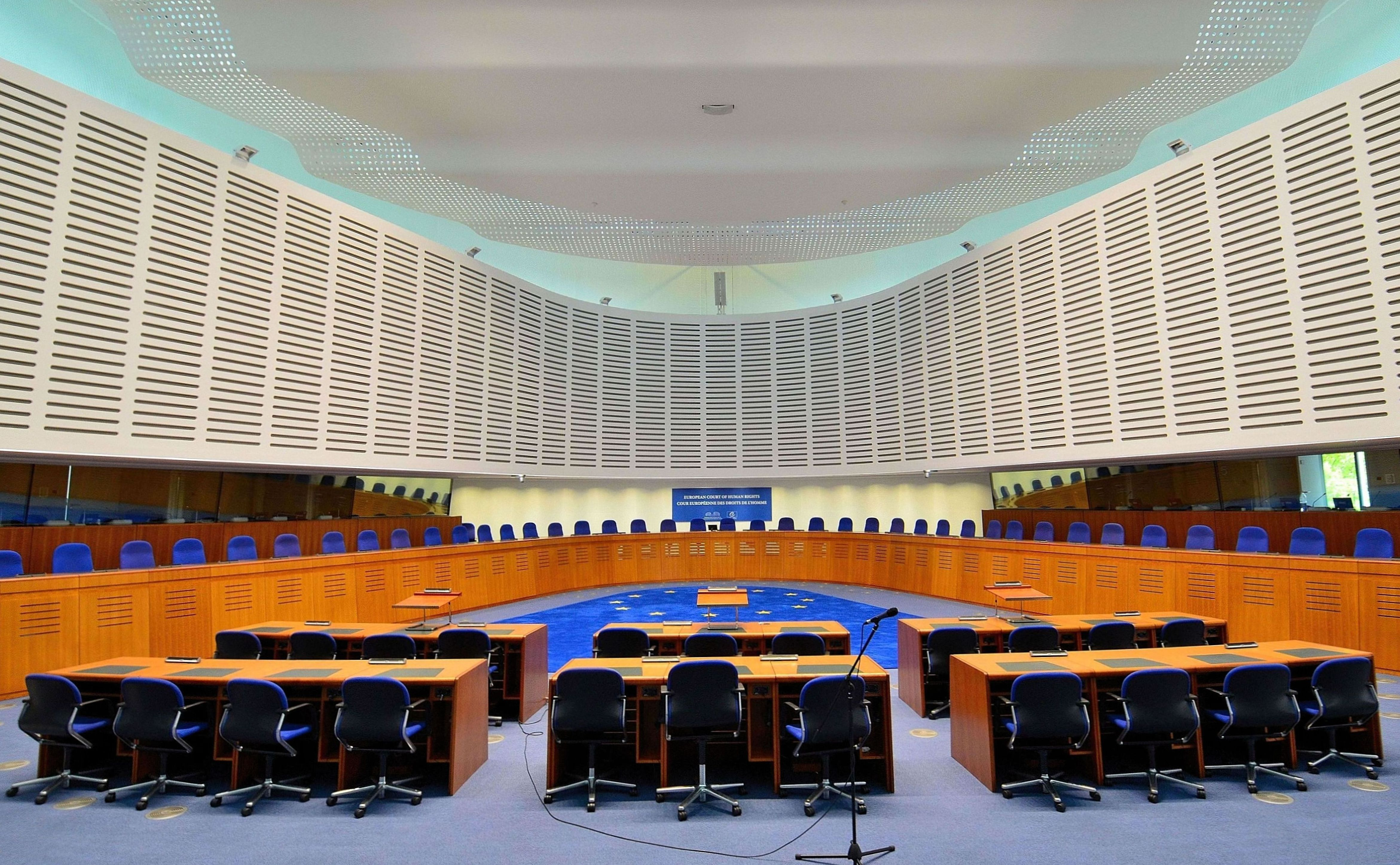
دادگاه حقوق بشر اروپا

## حقوق تحت حمایت دادگاه
حقوقی که تحت حمایت دادگاه حقوق بشر اروپا است به شرح زیر است:
حق حیات (ماده دو)
ممنوعیت شکنجه (ماده سه)
ممنوعیت برده داری و کار اجباری (ماده چهار)
حق آزادی‌های فردی (ماده پنج)
حق دسترسی به دادرسی‌های منصفانه (ماده شش)
ممنوعیت کیفر بدون قانون (ماده هفت)
احترام به زندگی خانوادگی و خصوصی افراد (ماده هشت)
آزادی عقیده و فکر و مذهب (ماده نه)
آزادی بیان (ماده ده)
آزادی تجمعات و اتحادیه‌ها (ماده یازده)
حق نکاح (ماده دوازده)
حق بهره‌مند شدن از جبران خسارت (ماده سیزده)
ممنوعیت هرگونه تبعیض (ماده چهارده)

## پروتکل‌های الحاقی
- پروتکل شماره یک (۲۰ مارس ۱۹۵۲)
  1. حق برخورداری از تحصیل
  2. حق برخورداری از انتخابات آزاد و منصفانه
- پروتکل شماره چهار (۱۶ سپتامبر ۱۹۶۳)
  1. ممنوعیت حبس به علت بدهی و عدم توانایی اجرای تعهدات قراردادی
  2. حق آزادی رفت‌وآمد: آزادی رفت‌وآمد، انتخاب محل سکونت و نیز آزادی در ترک کشور
  3. ممنوعیت اخراج دسته جمعی اتباع بیگانه
  4. ممنوعیت اخراج اتباع کشور و نیز ممنوعیت جلوگیری از ورود افراد تبعه به درون کشور
- پروتکل شماره شش (۲۸ آوریل ۱۹۸۳)
  1. لغو حکم اعدام: در زمان جنگ می‌توان در موارد خاصی که پیش‌بینی شده‌است، حکم اعدام را اجرا نمود.
- پروتکل شماره هفت (۲۲ نوامبر ۱۹۸۴)
  1. عدم اخراج اتباع بیگانه بدون رسیدگی قانونی
  2. حق برخورداری از استیناف در دعاوی قضایی
  3. پرداخت خسارت در موارد محکومیت اشتباهی فرد
  4. تساوی زن و مرد در حقوق و مسئولیت‌های خانوادگی و نیز در ارتباط با فرزندان

## ساختار
دادگاه حقوق بشر اروپا دارای بخش‌های قضایی و اداری متعددی است. دفتر دادگاه و دبیرخانه به امور اداری پرداخته و شعبه‌ها و نیز شعبه عالی در حکم نهاد اصلی قضایی به‌شمار می‌روند. صدور احکام بر عهده قاضی‌های انتخابی کشورای عضو است. هر یک از کشورهای عضو یک قاضی را به دادگاه معرفی می‌کند. با این حال قاضی، نماینده کشور متبوع خود نیست و بایستی در قضاوت‌ها با بیطرفی و صادقانه به امور قضایی رسیدگی کند.

## کشورهای عضو
صلاحیت دادگاه تا به امروز توسط ۴۷ کشور عضو شورای اروپا به رسمیت شناخته شده‌است. در تاریخ ۱ نوامبر ۱۹۹۸، دادگاه به یک مؤسسه تمام وقت تبدیل شد و کمیسیون حقوق بشر اروپا که قبلاً در مورد پذیرش درخواستها تصمیم می‌گرفت، با پروتکل ۱۱ لغو شد.
کشورهای عضو دادگاه حقوق بشر اروپا به این شرح است:
آذربایجان، اسلواکی، اسلونی، اسپانیا، ارمنستان، آندورا، آلبانی، آلمان، ایتالیا، ایرلند، اکراین، بلژیک، بوسنی و هرزگوین، بلغارستان، ترکیه، جمهوری چک، دانمارک، استونی، گرجستان، فرانسه، فنلاند، لتونی، لیتوانی، سان مارینو، صربستان، مونته‌نگرو، سویس، سوئد، مقدونیه، انگلیس، ایسلند، مولداوی، مالت، هلند، نروژ، روسیه، پرتغال، لهستان، لیختن اشتاین، گرجستان، یونان، قبرس، اتریش، کرواسی، مجارستان، لوکزامبورگ، رومانی.

## صدور احکام
در شعبه‌های دادگاه حقوق بشر اروپا، احکام با اکثریت نسبی آرا صادر می‌شود. با این حال هر قاضی می‌تواند نظر موافق یا مخالف خود را به حکم صادره ضمیمه کند.

## قطعیت یافتن احکام صادره
در موارد زیر، حکم صادره قطعیت میابد:
- سه ماه از صدور رای گذشته باشد و درخواست تجدیدنظر از طرفین صورت نپذیرفته باشد
- پیش از گذشت سه ماه، به این شرط که طرفین باین کنند که قصد ارائه درخواست تجدیدنظر ندارند.
- گروه پنج نفره قضات شعبه عالی، درخواست تجدیدنظر را مردود اعلام نمایند.

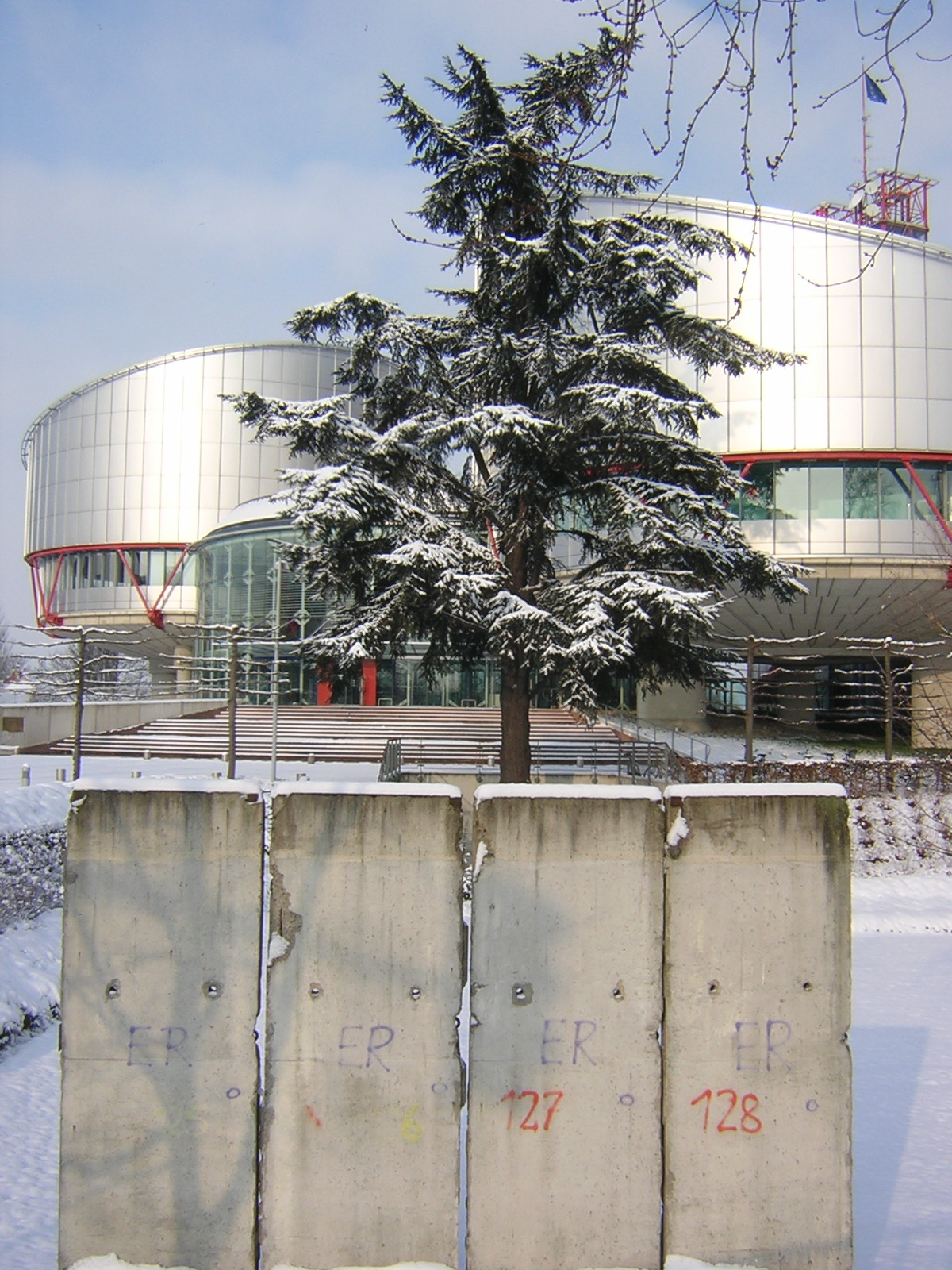
بخشی از دیوار برلین در جلوی مقر دادگاه حقوق بشر اروپا در استراسبورگ فرانسه

## افتخارات و جوایز
در سال ۲۰۱۰، دادگاه حقوق بشر اروپا به دریافت مدال آزادی از مؤسسه روزولت نایل شد.
در سال ۲۰۲۰، دولت یونان دادگاه را برای جایزه صلح نوبل معرفی کرد.